# Тетрабутоксититан
Тетрабутокситита́н, ТБТ, тетрабутилат титана, тетрабутилтитанат, тетраизобутоксититан, тетраизобутилат титана, тетраизобутилтитанат — титанорганическое (ТО) соединение, химическая формула C16H36O4Ti, (C4H9O)4Ti. Он применяется в качестве отвердителя полимерных композиций, катализатора и сырья при производстве теплостойких красок, электротехнических лаков и полибутилтитаната.

## Химические свойства
Тетрабутоксититан гидролизуется водой до тетрагидроокида титана, который является химически высокоактивным соединением.

## Применение
- Катализатор этерификации (для получения пластификаторов).
- Катализатор полиэфиров для получения пенополиуретанов и прочих органических продуктов.

Тетрабутоксититан (тетрабутилтитанат) применяется как отвердитель для полиорганосилоксанов, в частности, смесь тетрабутоксититана и нафтената свинца является катализатором отверждения раствора полиметилфенилсилоксана при 200 °С в течение 1 ч.
Гидролизированный водой тетрабутоксититан используется в теплостойких красках, выдерживающих непродолжительное воздействие пламени, в том числе пригодных для окрашивания пусковых установок ракет.

## Получение
Тетрабутоксититан получают этерификацией четырёххлористого титана бутиловым спиртом, технологический процесс производится в три этапа.

## Технические условия
- по ТУ 6-09-2738-89 — марка «тех», вязкая прозрачная жидкость жёлтого цвета. Опалесценция не допускается.
- ТУ 6-09-2738-75